# Spiraea flexuosa
Spiraea flexuosa är en rosväxtart som beskrevs av Fisch. och Jacques Cambessèdes. Spiraea flexuosa ingår i släktet spireor, och familjen rosväxter. Utöver nominatformen finns också underarten S. f. pubescens.